# 上饶集中营
上饒集中營位於江西省上饒市城區南部，是國民政府在1941年3月至1942年6月間囚禁共產黨領導的新四軍及其他共產黨員的集中營。

## 历史
「皖南事變」之後，為囚禁的新四軍軍長葉挺和俘虜的排以上幹部，國民政府在上饒城南修建了上饒集中營，分佈於茅家嶺、周田、李村、七峰巖、石底等地。集中營內關押的還有部分在東南各省抓獲的共產黨和其他破壞抗日的軍人，共760餘人。
1941年8月，葉挺被押離上饒，轉囚桂林、重慶。1942年5月，日軍侵犯浙贛鐵路，上饒淪陷在即，第三戰區司令長官司令部決定將上饒集中營關押人員轉移至福建。5月25日下午，上饒集中營關押人員集體越獄，24人逃脫，2人負傷被殺。號稱茅家嶺暴動。6月5日，集中營撤離上饒，開始向福建轉移。6月17日下午，在崇安縣赤石鎮崇溪河渡河時，關押人員集體越獄，共八十餘人逃脫。號稱赤石暴動。
在一年半的時間裡，4000餘俘虜中有150多人在上饒集中營死亡，死亡率遠遠低於一般戰俘營。現在茅家嶺建有上饒集中營烈士陵園、上饒集中營革命烈士紀念碑、革命烈士紀念館等。游人参观甚多，作家采风，陈运和写诗著文怀念。
1988年1月，上饒集中營舊址獲准列為全国重点文物保护单位。

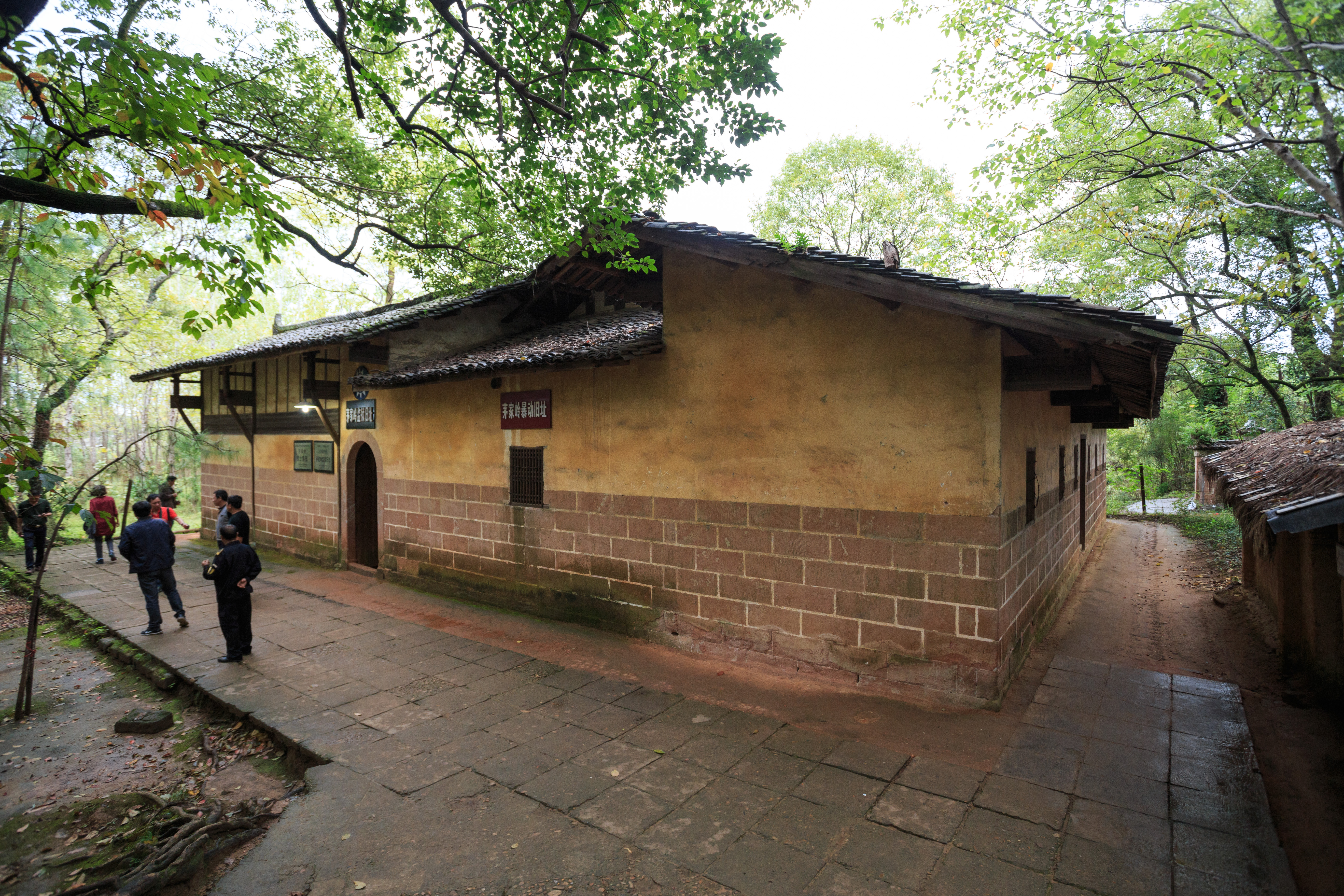
茅家岭监狱旧址
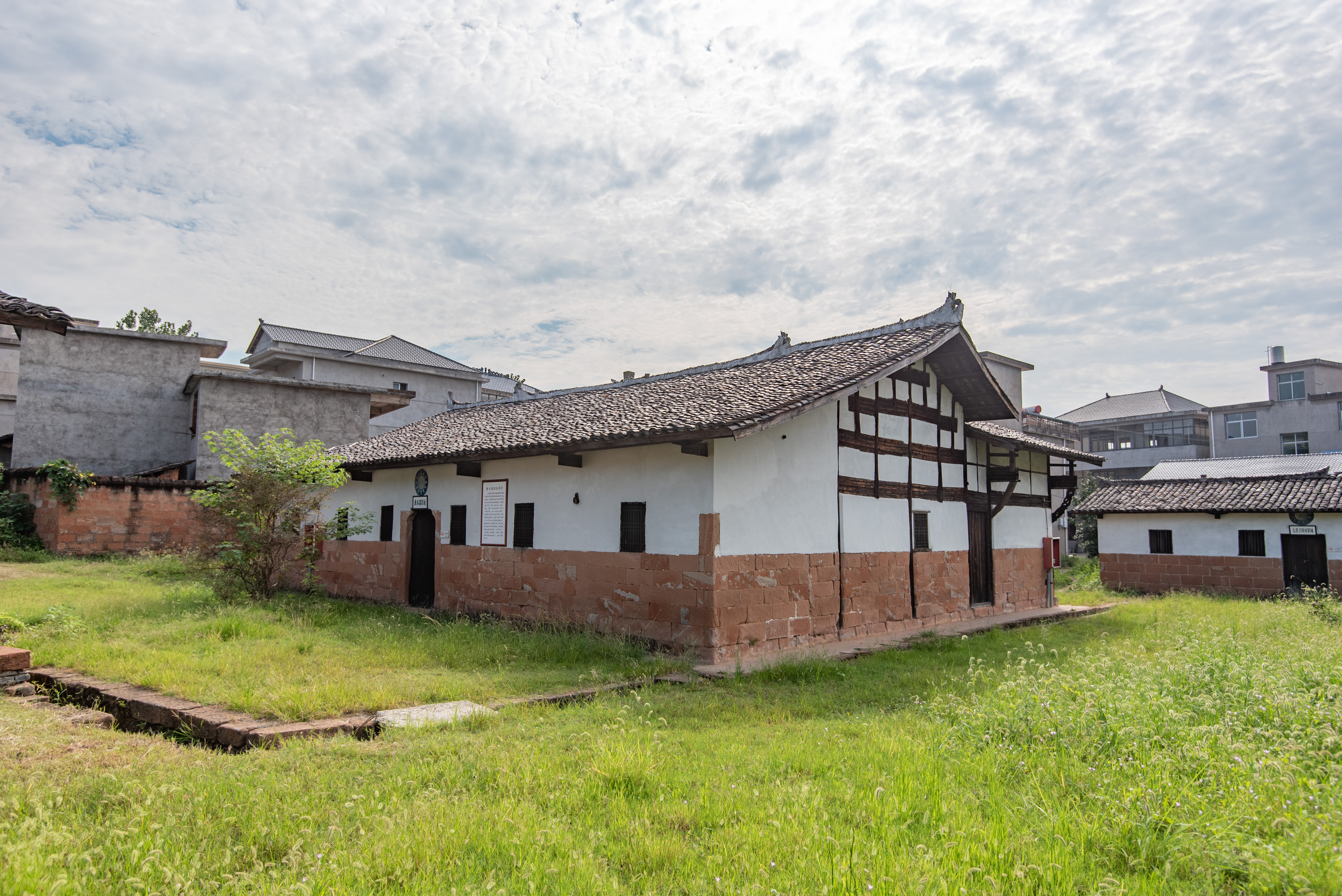
周田监狱旧址
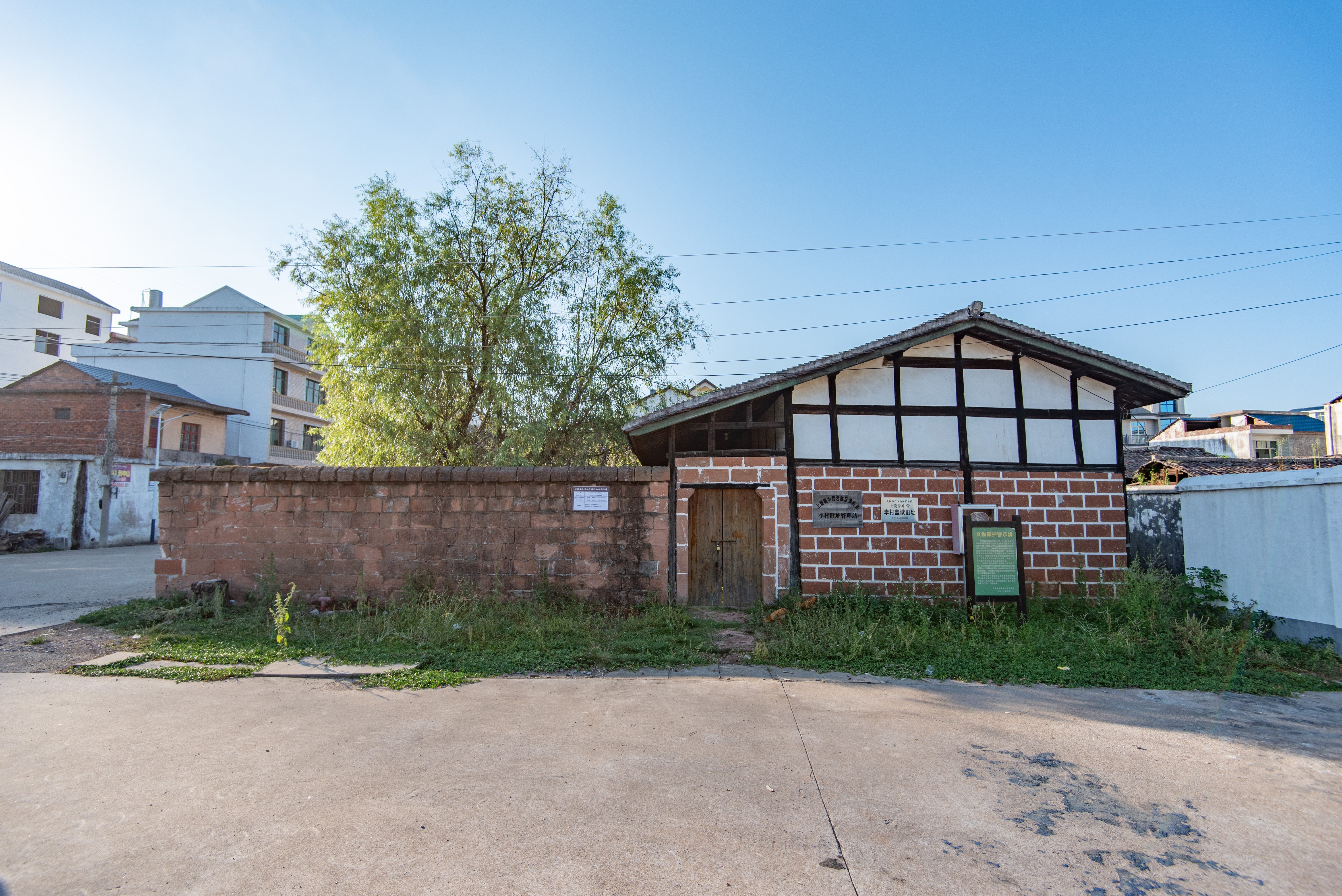
李村监狱旧址
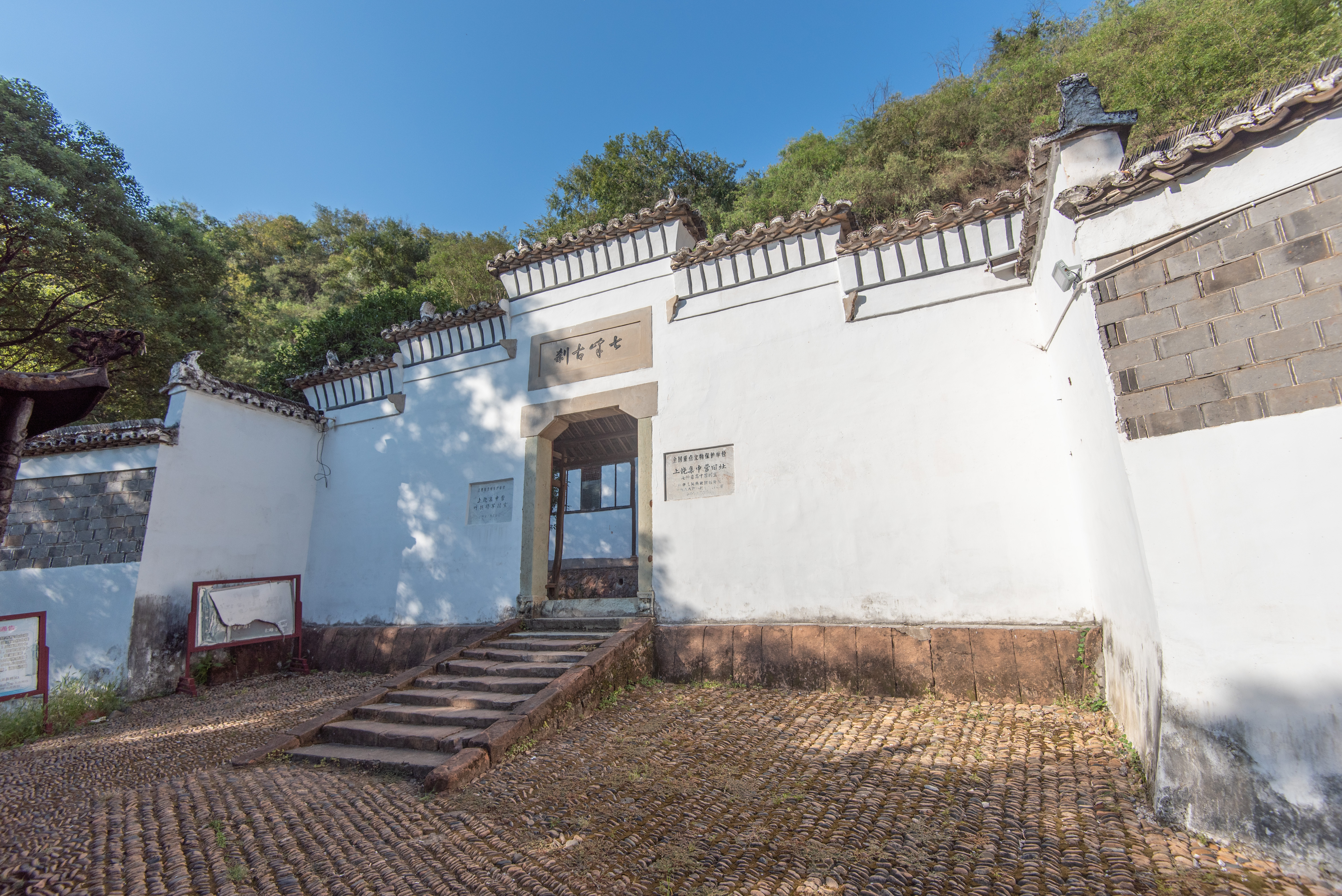
七峰岩监狱旧址
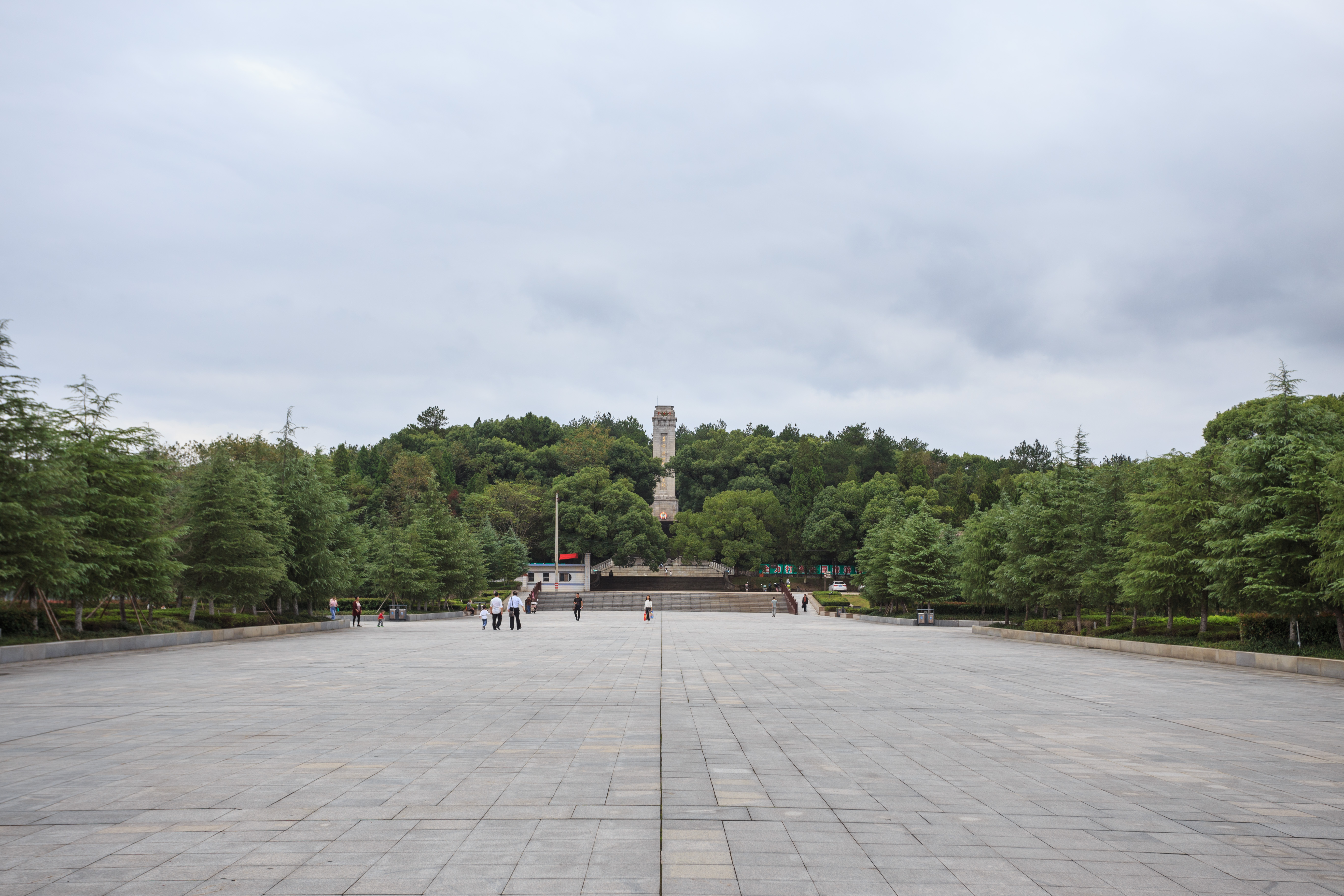
上饶集中营革命烈士陵园
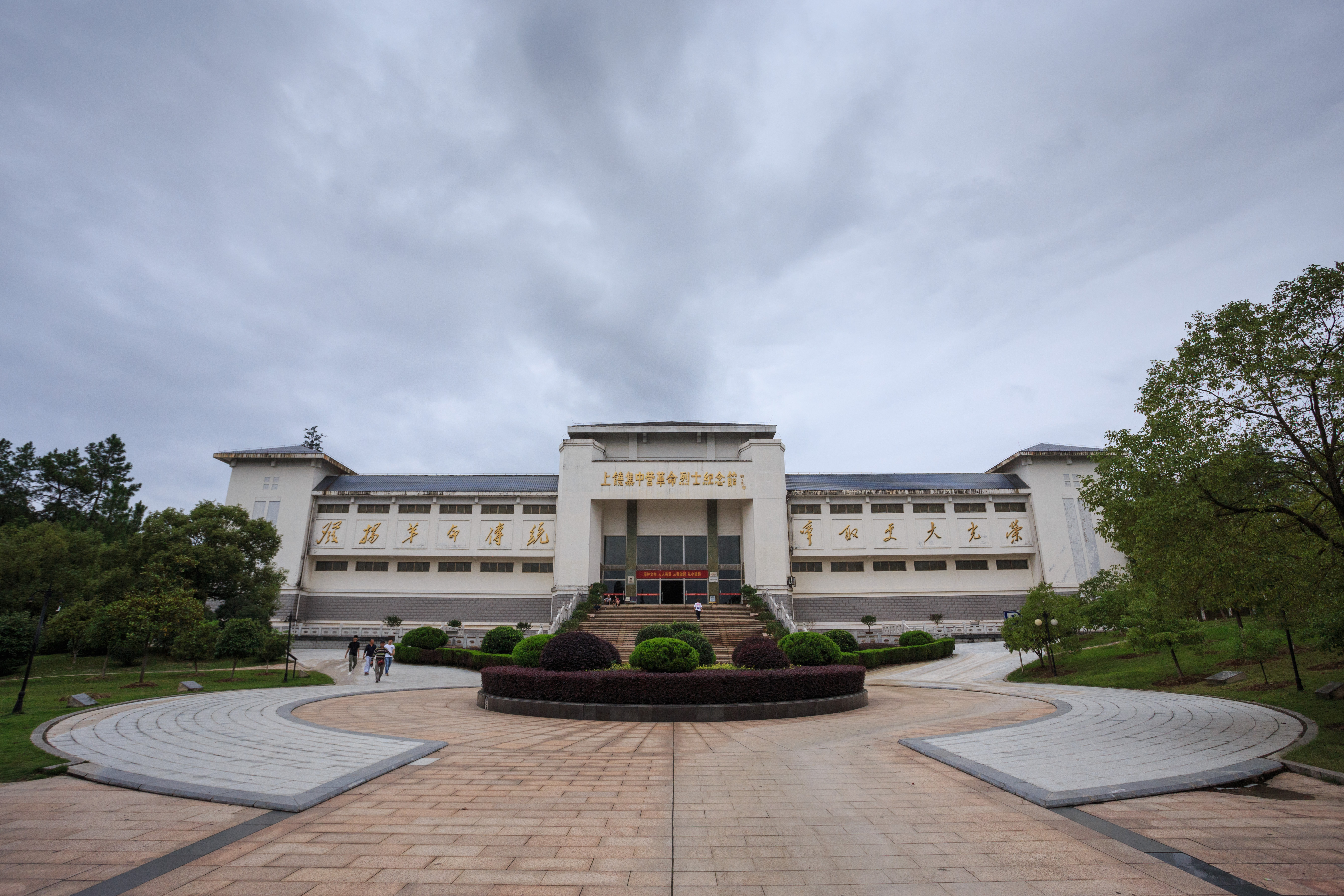
上饶集中营革命烈士纪念馆